# Maria Caroline van Oostenrijk

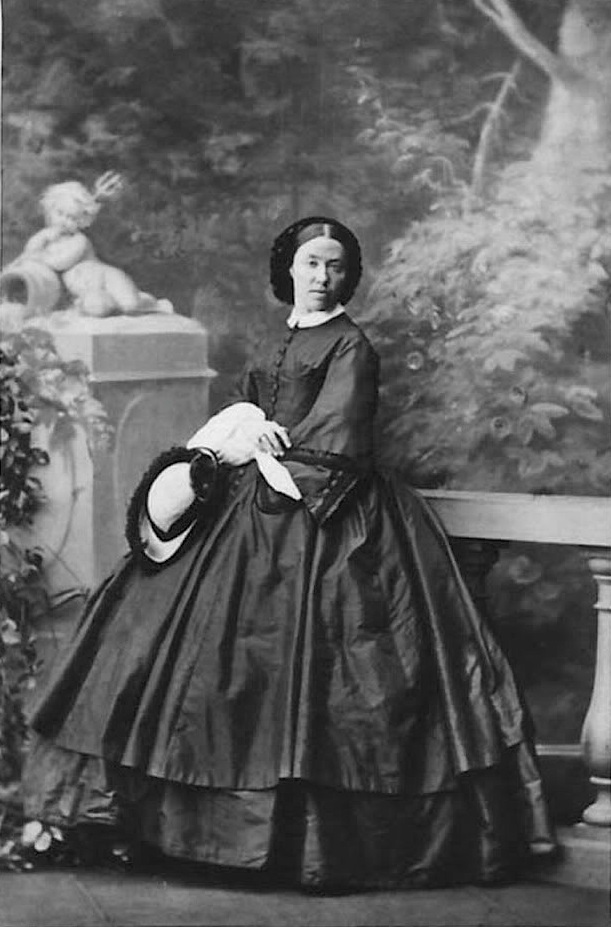
Aartshertogin Maria Caroline van Oostenrijk.

Maria Caroline Louise Christina van Oostenrijk (Wenen, 10 september 1825 - Baden bei Wien, 17 juni 1915) was aartshertogin van Oostenrijk. Ze behoorde tot het huis Habsburg.

## Levensloop
Maria Caroline was de tweede dochter van aartshertog Karel van Oostenrijk-Teschen uit diens huwelijk met Henriëtte van Nassau-Weilburg, dochter van vorst Frederik Willem van Nassau-Weilburg. 
Ze woonde met haar familie in het Weilburgpaleis in Neder-Oostenrijk, dat haar vader tussen 1820 en 1823 liet verbouwen. Maria Caroline was nog maar vier jaar toen haar moeder stierf aan roodvonk, waardoor ze opgevoed werd door haar vader en oudste broer Albrecht. Als jong meisje begeleidde ze haar vader op meerdere reizen. In 1844 werd ze benoemd tot abdis van het Theresiaanse Damesstift in Praag.
In 1852 verliet Maria Anna het damesstift om op 27 februari dat jaar te huwen met haar neef, aartshertog Reinier Ferdinand van Oostenrijk (1827-1913). Het huwelijk bleef kinderloos. Om die reden hield de katholiek opgevoede en diepgelovige aartshertogin zich overwegend bezig met liefdadigheid. Bij talrijke sociale instanties fungeerde ze als beschermvrouwe. Zo werd ze in mei 1857 beschermvrouwe van het Sint-Jozef-kinderziekenhuis in Wenen. Ook had ze veel invloed binnen de grote Habsburgfamilie en was ze graag geziene gast aan het hof van keizer Frans Jozef I. Maria Caroline en haar echtgenoot Reinier Frederik golden als het populairste en meest geliefde paar van het keizerlijk huis en waren ook redelijk populair bij de lagere klassen.
In 1854 kocht het echtpaar een klein paleis in Wieden, waar ze tot hun dood zouden wonen. Het echtpaar was 60 jaar en 11 maand gehuwd, totdat Reinier in februari 1913 overleed. Maria Caroline overleed twee jaar later, in juni 1915, op 89-jarige leeftijd. Op haar begrafenis waren heel veel mensen aanwezig en ze werd bijgezet in de Kapuzinergruft in Wenen.